# Merystem boczny
Merystemy boczne – tkanki twórcze roślinne, tworzące osiowy cylinder wewnątrz organów i  biorące udział we wtórnym przyroście łodygi i korzeni na grubość. 
Wyróżnia się dwa podstawowe rodzaje merystemów bocznych: kambium (miazga twórcza) i fellogen (miazga korkotwórcza).
Kambium najczęściej tworzy się w postaci walca wzdłuż łodygi i korzenia, pomiędzy łykiem i drewnem pierwotnym. Przyrost na grubość spowodowany jest tworzeniem przez merystem nowych komórek drewna (zwykle do środka walca) i łyka (na zewnątrz walca).
W łodydze fellogen powstaje przez odróżnicowanie żywych komórek kory pierwotnej. Może jednak powstawać bezpośrednio ze skórki, a nawet łyka. Podziały komórek fellogenu zachodzą peryklinalnie. Komórki odkładane do środka przekształcają się w fellodermę, a komórki odkładane na zewnątrz w  korek.
W korzeniu miazga korkorodna powstaje w efekcie podziałów peryklinalnych komórek okolnicy.